# Ursa (Illinois)
Ursa – wieś w USA, w stanie Illinois, w hrabstwie Adams. Według spisu z 2000 roku, wioskę zamieszkuje 595 osób.

## Geografia
Wioska zajmuje powierzchnię 1,8 km², całość stanowi ląd.

## Demografia
Według spisu z 2000 roku wioskę zamieszkuje 595 osób skupionych w 252 gospodarstwach domowych, tworzących 167 rodzin. Gęstość zaludnienia wynosi 337,8 osoby/km². W wiosce znajdują się 261 budynki mieszkalne, a ich gęstość występowania wynosi 148,2 mieszkania/km². Wioskę zamieszkuje 98,99% ludności białej, 0,32% rdzennych Amerykanów, 0,5% Azjatów, 0,17% ludności wywodzącej się z dwóch lub więcej ras. Hiszpanie lub Latynosi stanowią 1,68% populacji.
W wiosce są 252 gospodarstwa domowe, w których 31,7% stanowią dzieci poniżej 18 roku życia żyjących z rodzicami, 58,3% stanowią małżeństwa, 6% stanowią kobiety nie posiadające męża oraz 33,7% stanowią osoby samotne. 31,3% wszystkich gospodarstw domowych składa się z jednej osoby oraz 18,7% żyjących samotnie ma powyżej 65 roku życia. Średnia wielkość gospodarstwa domowego wynosi 2,36 osoby, natomiast rodziny 2,98 osoby. 
Przedział wiekowy kształtuje się następująco: 26,1% stanowią osoby poniżej 18 roku życia, 7,4% stanowią osoby pomiędzy 18 a 24 rokiem życia, 26,9% stanowią osoby pomiędzy 25 a 44 rokiem życia, 21,2% stanowią osoby pomiędzy 45 a 64 rokiem życia oraz 18,5% stanowią osoby powyżej 65 roku życia.   Średni wiek wynosi 39 lat. Na każde 100 kobiet przypada 80,9 mężczyzn. Na każde 100 kobiet powyżej 18 roku życia przypada 81,1 mężczyzn.
Średni dochód dla gospodarstwa domowego wynosi 35 804 dolarów, a dla rodziny wynosi 42 083 dolarów. Dochody mężczyzn wynoszą średnio 31 667 dolarów, a kobiet 22 778 dolarów. Średni dochód na osobę w mieście wynosi 16 600 dolarów. Około 8,3% rodzin i 10,4% populacji miasta żyje poniżej minimum socjalnego, z czego 13,3% jest poniżej 18 roku życia i 6,8% powyżej 65 roku życia.

## Historyczne miejsca
- Ursa Town Hall